# 한일로맨스 혼전연애
《한일로맨스 혼전연애》은 MBN에서 방영 중인 예능 프로그램이다.

## 진행자
- 박나래
- 최다니엘

## 출연진

### 한국인 남성
- 최다니엘
- 이현진
- 오스틴 강

### 일본인 여성
- 타카다 카호
- 후쿠다 미라이(福田未来)
- 타라 리호코(太良理穂子)